# Austroleon dispar
Austroleon dispar är en insektsart som beskrevs av Banks 1909. Austroleon dispar ingår i släktet Austroleon och familjen myrlejonsländor. Inga underarter finns listade i Catalogue of Life.